# لوزرن (آیووا)
لوزرن (به انگلیسی: Luzerne) شهری در ایالت آیووا کشور ایالات متحده آمریکا است که جمعیت آن در سرشماری سال ۲۰۱۰ میلادی، ۹۶ نفر بوده‌است.